# Tor Boacciana

Tor Boacciana è una torre medievale e sito archeologico situata lungo la riva del fiume Tevere, a circa 4 km dalla foce, nel territorio di Roma Capitale al confine con quello del comune di Fiumicino, gestito dal Parco archeologico di Ostia antica. 

## Storia
La base della torre, composta da ruderi di epoca romana imperiale, è probabilmente quanto rimane di un faro o di una torre di avvistamento risalente al II secolo – come reso evidente dai bolli sul laterizio – e verosimilmente legata all'attività commerciale di Porto.
La parte superiore fu costruita invece intorno al XII secolo, basandosi sull'identificazione dell'edificio con la "torre bellissima ma solitaria" descritta da Riccardo Cuor di Leone al suo sbarco sul litorale ostiense durante la sua spedizione per la terza crociata, occorsa proprio negli ultimi anni del secolo. Proprietari dell'edificio erano i Bovazzani, da cui probabilmente la torre prese il nome; inoltre un membro della famiglia, Cencius, possedeva un castello nelle vicinanze del quale la torre sarebbe quanto oggi resta.
Fu parzialmente restaurata nel 1406 su ordine di papa Innocenzo VII e nuovamente nel 1420 per volere di Martino V; venne poi utilizzata come dogana pontificia a partire dal 1562 in sostituzione del castello di Giulio II a causa di una piena che modificò il percorso del Tevere. La torre mantenne questa funzione fino al 1568, anno in cui la dogana fu trasferita a tor San Michele, ben più vicina alla linea di costa.
Col passare dei secoli, terminata la propria funzione strategica, la torre fu abbandonata per lungo periodo, diventando agli inizi del 1800 un deposito per poi passare di proprietà alla famiglia Aldobrandini. Questi ultimi la affittarono al traghettatore Tancredi Chiaraluce il quale allora svolgeva un servizio di collegamento tra le due rive del Tevere con la cosiddetta "scafa", da cui il vicino ponte prese il suo nome più comune. Chiaraluce vi abitò per un periodo non meglio definito, allestendovi anche un punto di ristoro per viandanti e cacciatori.